# جوناثان ماجي
جوناثان ماجي (بالإنجليزية: Jonathan Magee)‏ هو لاعب كرة قدم بريطاني في مركز الهجوم، ولد في 9 فبراير 1972 في لورغان ‏ في المملكة المتحدة. لعب مع بورتاداون وغلينافون وليسبورن ديستليري ونادي بانغور ونادي بيرتن ألبيون ونادي كيترينغ تاون ونادي لينفيلد.